# Bandera dels Estats Units
La bandera dels Estats Units d'Amèrica va ser adoptada el 14 de juny de 1777. Als Estats Units, la bandera és coneguda com The Star-Spangled Banner ("la bandera de les estrelles centellejants").
Els fundadors de la nació van acordar que tindria 13 franges vermelles i blanques distribuïdes de forma alterna, en representació de les Tretze Colònies britàniques que van proclamar la independència el 1776, i estrelles blanques sobre fons blau, que representen la seva fusió en una sola unió. La bandera va ser hissada per primera vegada al Fort Stanwix, lloc de l'actual ciutat de Rome, a l'estat de Nova York, el 3 d'agost de 1777. Tres dies després, va fer la seva primera aparició a la batalla d'Oriskany, (Nova York), on els colons van obligar els Britànics a retirar-se. Cada vegada que un nou estat ingressa a la Unió Americana s'agrega a la bandera una estrella, sempre el 4 de juliol, Dia de la Independència. La versió actual de la bandera (amb 50 estrelles) data del 4 de juliol de 1960, quan les illes Hawaii es van incorporar als Estats Units.

## Versions anteriors

Bandera de "la Gran Unió"
13 estrelles (1776) "Betsy Ross"
15 estrelles    (1795-1818)
20 estrelles    (1818-1819)
21 estrelles    (1819-1820)
23 estrelles   (1820-1822)
24 estrelles    (1822-1836)
25 estrelles    (1836-1837)
26 estrelles    (1837-1845)
27 estrelles  (1845-1846)
28 estrelles   (1846-1847)
29 estrelles   (1847-1848)
30 estrelles   (1848-1851)
31 estrelles   (1851-1858)
32 estrelles   (1858-1859)
33 estrelles   (1859-1861)
34 estrelles   (1861-1863)
35 estrelles   (1863-1865)
36 estrelles   (1865-1867)
37 estrelles  (1867-1877)
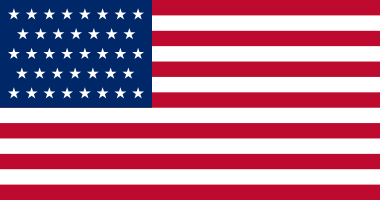
38 estrelles   (1877-1890)
43 estrelles   (1890-1891)
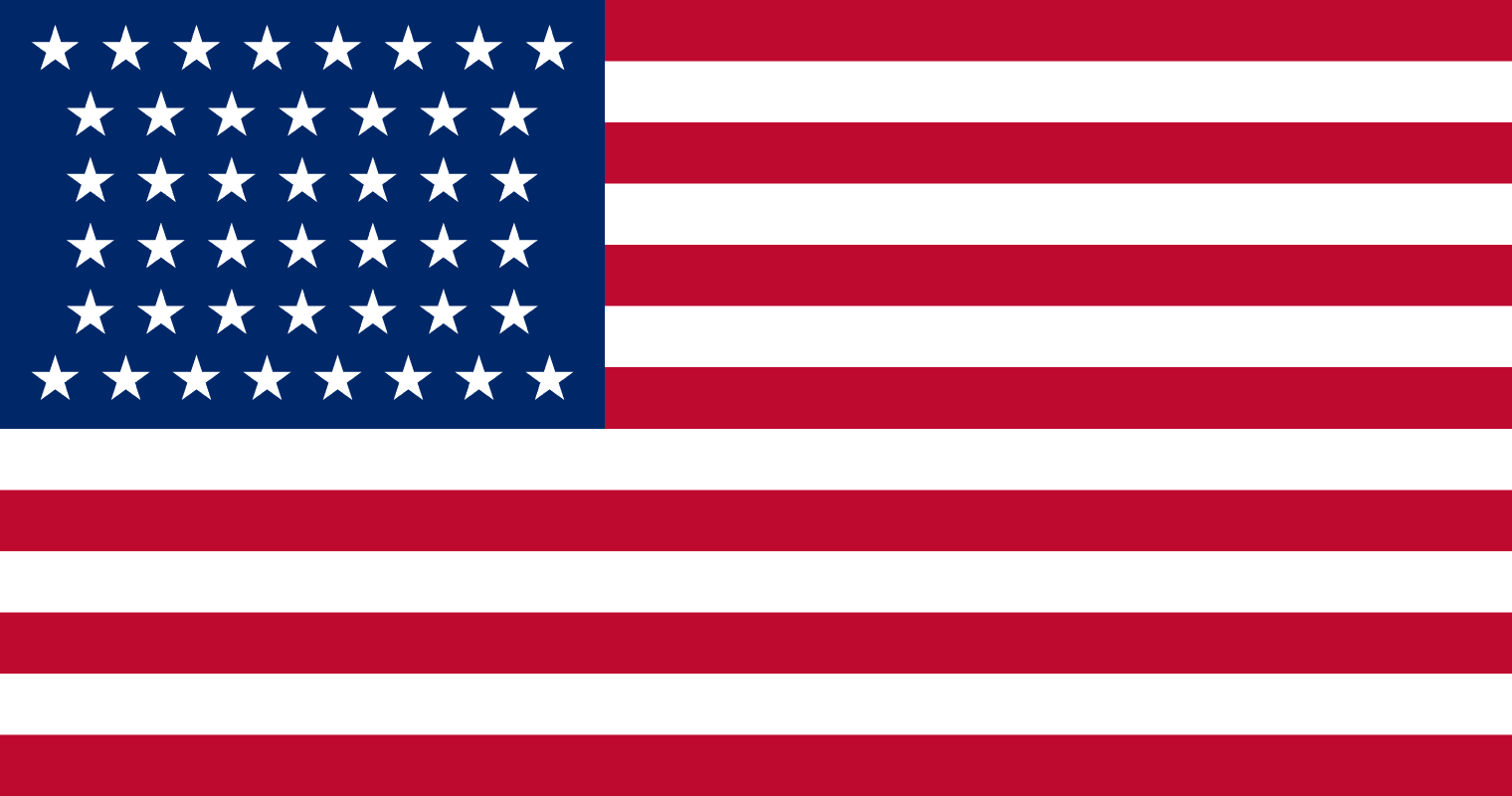
44 estrelles (1891-1896)
45 estrelles   (1896-1908)
46 estrelles   (1908-1912)
48 estrelles (1912-1959)
49 estrelles  (1959-1960)